# Minoru Kawakami
Minoru Kawakami (川上 稔?, Kawakami Minoru) es un escritor japonés de novelas ligeras y creador de juegos. Él es el autor de la serie de novelas ligeras Kyoukai Senjou no Horizon, que pertenecen a una serie de obras que forman parte de un mismo universo.

## Obras

### Publicadas bajoDengeki Bunko

#### Serie CITY
- Panzerpolis 1935
- Aerial City
- Feng Shui Metrópolis: Hong Kong
- City of Re(Dis)sonance: Osaka
- City of Isolation: París
- Armored City: Berlín
- City of Electronic Words DT

### Serie AHEAD
- Owari no Chronicle

### Serie GÉNESIS
- Kyoukai Senjou no Horizon

## Publicadas solo por pedidos de correo

### Serie CITY
- City of Beginnings and Elegance: San Francisco
- City of Contradictions: Tokio

### Etc.
- Those Who Compile Their Experiences

## Tankoubonpublicados por Dengeki

### Serie Forth
- Rapid-fire Ruler

## Lanzamiento devideojuegos

### Serie CITY
- City of Re(Dis)sonance: Osaka

### Etc.
- Twelve ~Sengoku Sealed Gods Tale~

## DRAMA CD

### Serie CITY
- Panzerpolice -Welcome to the Armored City, Berlín!-

### Serie AHEAD
- Owari no Chronicle

## Otras obras

### Serie OBSTACLE
- OBSTACLE OVERTURE

### Etc.
- Aeba Tatakau Yatsura
- Aeba Koisuru Otomera
- Aeba Koisuru Yatsura
- Kogare
- After Day Kikoubun